# Leandra paulina
Leandra paulina är en tvåhjärtbladig växtart som beskrevs av Dc.. Leandra paulina ingår i släktet Leandra och familjen Melastomataceae. Inga underarter finns listade i Catalogue of Life.